# Adam Martin (Skilangläufer)
Adam Martin (* 26. Oktober 1994) ist ein ehemaliger US-amerikanischer Skilangläufer.

## Werdegang
Martin startete im Januar 2012 in Saint Paul erstmals bei der US Super Tour und errang dabei den 12. Platz im 10-km-Massenstartrennen und den 14. Platz in der Verfolgung. Bei den Juniorenweltmeisterschaften 2014 im Val di Fiemme lief er auf den 40. Platz im Skiathlon, auf den 26. Rang über 10 km klassisch und auf den 12. Platz mit der Staffel. In der Saison 2015/16 erreichte er mit sechs Top-Zehn-Platzierungen, darunter Platz drei über 15 km klassisch in Houghton, den neunten Platz in der Gesamtwertung der US Super Tour. Bei den U23-Weltmeisterschaften 2016 in Râșnov errang er den 29. Platz über 15 km Freistil und den 23. Platz über 15 km klassisch und bei den U23-Weltmeisterschaften 2017 in Soldier Hollow den 22. Platz über 15 km Freistil und den 15. Platz im Skiathlon. In der Saison 2017/18 kam er mit sieben Platzierungen unter den ersten Zehn, darunter Platz im 50-km-Massenstartrennen in Craftsbury, auf den siebten Platz in der Gesamtwertung der US Super Tour. Nachdem er im Sommer 2018 einen zweiten Platz beim Australia/New-Zealand-Cup errungen und damit den achten Platz in der Gesamtwertung belegt hatte, hatte er im November 2018 in Ruka sein Debüt im Weltcup, das er auf dem 53. Platz über 15 km klassisch beendete. Bei der folgenden Lillehammer Tour lief er auf dem 61. Platz. Bei den nordischen Skiweltmeisterschaften 2019 in Seefeld in Tirol kam er auf den 54. Platz im Skiathlon und auf den 45. Rang im 50-km-Massenstartrennen. In der Saison 2019/20 kam er bei der US Super Tour neunmal unter die ersten Zehn. Dabei holte er in Minneapolis über 10 km klassisch seinen ersten Sieg bei der US Super Tour und errang zum Saisonende den dritten Platz in der Gesamtwertung. In seiner letzten Saison als aktiver Sportler 2021/22 wurde er US-amerikanischer Meister über 15 km klassisch und gewann mit acht Podestplatzierungen die Gesamtwertung der US Super Tour. Zudem holte er im März 2022 in Oslo mit dem 26. Platz im 50-km-Massenstartrennen seine ersten einzigen Weltcuppunkte.

## Siege bei Continental-Cup-Rennen
| Nr. | Datum             | Ort         | Disziplin         | Serie         |
| --- | ----------------- | ----------- | ----------------- | ------------- |
| 1.  | 17. Februar 2020  | Minneapolis | 10 km klassisch   | US Super Tour |
| 2.  | 12. Dezember 2021 | Hayward     | 15 km klassisch   | US Super Tour |
| 3.  | 6. Januar 2022    | Midway      | 15 km klassisch 1 | US Super Tour |
| 4.  | 5. Februar 2022   | Craftsbury  | 10 km klassisch   | US Super Tour |
| 5.  | 21. März 2022     | Whistler    | 15 km klassisch   | US Super Tour |